# 董君舒
董君舒（1949年1月—），男，浙江奉化人，中华人民共和国政治人物。曾任中共上海市委常委、中共上海市纪委书记。

## 生平
1981年1月加入中国共产党。毕业于杭州大学（今并入浙江大学）经济系，获得经济学学士学位。1969年2月参加工作。曾任中共绍兴市委书记。2001年10月，出任中共江西省委常委，省委组织部部长。2008年5月，出任中共上海市委常委、市纪委书记。2012年5月，卸任上海市纪委书记。